# 아이카 슌
아이카 슌(일본어: あいか瞬, 1984년 12월 8일 ~ )은 2000년대 중반에 활동했던 일본의 성인 비디오 여배우이다.